# Bruto Fabricatore
Bruto Fabricatore (Sarno, 15 maggio 1822 – Sarno, 15 febbraio 1891) è stato un politico e letterato italiano.

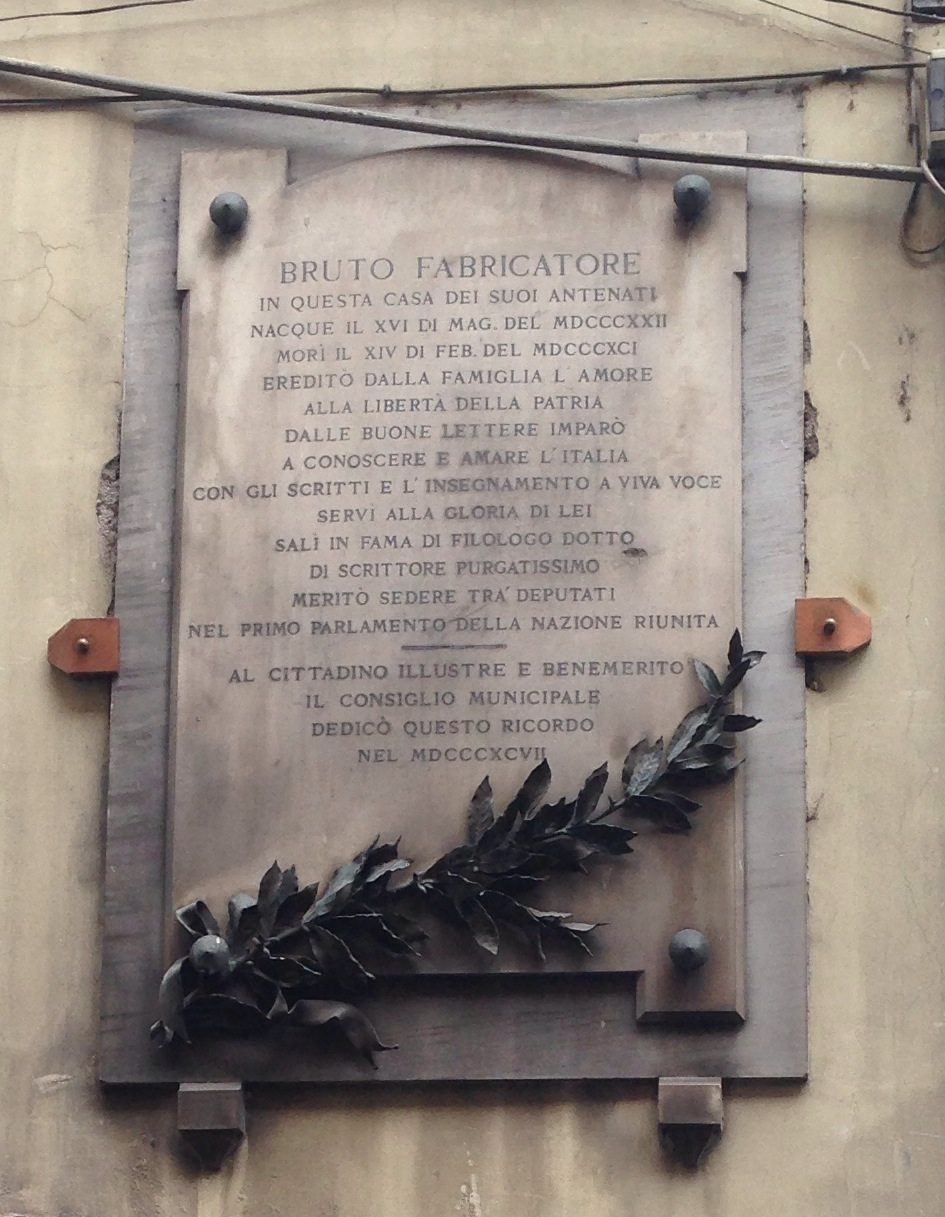
La lapide commemorativa per Bruto Fabricatore apposta sulla facciata della sua casa natale, a Sarno in via Fabricatore.

Fu deputato a Torino nel Primo Parlamento italiano.